# Centromerus qinghaiensis
Centromerus qinghaiensis là một loài nhện trong họ Linyphiidae. Loài này được phát hiện ở Trung Quốc.